# The Awful Truth
The Awful Truth er en amerikansk stumfilm fra 1925 instrueret af Paul Powell.

## Medvirkende
- Agnes Ayres som Lucy Satterlee
- Warner Baxter som Norman Satterlee
- Winifred Bryson som Josephine Trent
- Phillips Smalley som Rufus Kempster
- Carrie Clark Ward som Mrs. Julia Leeson
- Raymond Lowney som Danny Leeson
- William Worthington som Jonathan Sims